# Brachylaima virginiana
Brachylaima virginiana är en plattmaskart. Brachylaima virginiana ingår i släktet Brachylaima och familjen Brachylaimidae. Inga underarter finns listade i Catalogue of Life.